# Dalian International Trade Center
Das Dalian International Trade Center ist ein 365 Meter und 86 Etagen hoher Wolkenkratzer in Dalian (chinesisch 大連市 / 大连市, Pinyin Dàlián shì). Nach dem Eton Place Dalian ist es das zweithöchste Gebäude der Stadt (Stand 2020). Der Baubeginn war 2012, die Fertigstellung erfolgte 2019.